# 蒂皮塔帕
蒂皮塔帕（西班牙語：Tipitapa）是尼加拉瓜西部馬那瓜省的一座城市，位于馬那瓜湖和尼加拉瓜湖之间，蒂皮塔帕河河畔。
12°12′N 86°06′W / 12.200°N 86.100°W
Template:Managua Department